# C/2015 G2 (MASTER)
C/2015 G2 (MASTER) es un cometa descubierto el 7 de abril de 2015 por el Sistema Astronómico Móvil de Telescopios-Robot (con la denominación en inglés: "Mobile Astronomical System of the Telescope-Robots"; MASTER) desde el Observatorio Astronómico Sudafricano (SAAO).

## Descubrimiento
Fue el primer cometa descubierto desde Sudáfrica en 35 años.
El descubrimiento fue confirmado el 10 de abril de 2015 por el Centro de Planetas Menores. Tenía la magnitud 10,7 cuando se descubrió, y a mediados de mayo había alcanzado la magnitud 6,0.

## Características orbitales
MASTER se acercó al Sol hasta 0,7798 ua. Tiene una excentricidad de 1,003 (órbita no periódica) y una inclinación orbital de 147,5628° grados. Al no ser periódico, carece de período orbital.